# Her Soul's Song

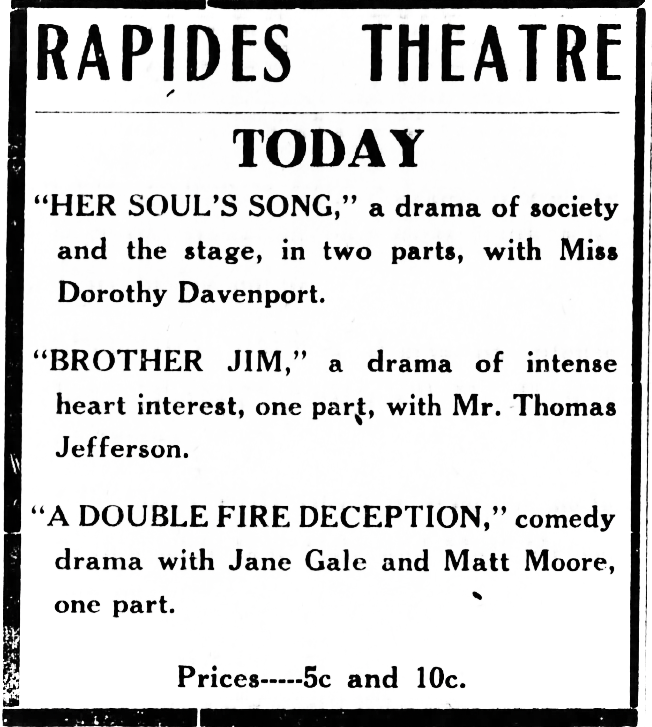
Publicité pour le film Her Soul's Song (1916)

Her Soul's Song est un film muet américain réalisé par Lloyd B. Carleton et sorti en 1916.

## Fiche technique
- Titre : Her Soul's Song
- Réalisation : Lloyd B. Carleton
- Scénario : Calder Johnstone, Betty Schade, d'après son histoire
- Producteur : Carl Laemmle
- Pays d'origine :  États-Unis
- Langue : film muet avec les intertitres en anglais
- Format : Noir et blanc — 35 mm — 1,33:1 — Muet
- Genre : Film dramatique
- Durée :
- Dates de sortie : 
  -  États-Unis : 15 juin 1916

## Distribution
- Dorothy Davenport
- Emory Johnson
- Baby Corrigan
- Virginia Southern